# Castell de Loarre
El castell de Loarre (en aragonès castiello de Lobarre) és un castell romànic situat sobre la serra de Loarre, a uns 35 km d'Osca, a l'Aragó. Des de la seva posició es té un control sobre tota la plana de la Foia d'Osca i en particular sobre Bolea, principal plaça musulmana de la zona i que controlava les riques terres agrícoles de la plana.
El castell s'assenta sobre un promontori de roca calcària que utilitza com a fonaments. Això suposava un gran avantatge defensiu, ja que així els murs no podien ser minats (tècnica habitual en el setge de fortaleses, que consistia a construir un túnel per sota del mur per a després enfonsar-lo i obrir així una bretxa per la qual assaltar). A més està envoltat per una muralla amb torrasses.
El castell està en bastant bon estat de conservació (llevat de la part de l'antic castell de Sanç III de Navarra, molt més deteriorada) i és considerada una de les fortaleses romàniques més ben conservades d'Europa. Destaca la petita capella que hi ha a l'entrada (amb una increïble acústica) i la majestuosa església del castell (de la qual desgraciadament es desconeix el parador de les pintures romàniques) en la que crida l'atenció la cúpula pel poc habitual que és en el romànic.

## Història
Va ser construït el segle xi per ordre del rei Sanç III, per organitzar els atacs contra Bolea. La construcció inicial va ser posteriorment ampliada a la que coneixem avui en dia durant el regnat de Sanç I d'Aragó i Pamplona, sota el regnat del qual es va procedir a la fundació d'un monestir a l'esmentat castell.
Durant el segle xii la zona deixà de ser fronterera i el castell va perdre la seva funció inicial d'avançada contra les terres musulmanes.
El segle xv, després del Compromís de Casp, durant la Revolta del comte d'Urgell, Anton de Luna i Jèrica i Brianda de Luna van quedar bloquejats al castell, que caigué a començaments de 1414, donant-se per sufocada la revolta. Més tard, la població que vivia als peus del castell es trasllada a l'actual vila de Loarre, reutilitzant materials de la fortalesa.

## Curiositats
El castell de Loarre va ser protagonista del rodatge de la pel·lícula El regne del cel de Ridley Scott, protagonitzada entre altres per Orlando Bloom, Eva Green, Liam Neeson i Jeremy Irons. El poble de Loarre va participar en el rodatge del film fent d'extres. El castell pot veure's en diverses ocasions durant la pel·lícula.